# Eliasz III (patriarcha Jerozolimy)
Eliasz III – dwudziesty siódmy chalcedoński patriarcha Jerozolimy; sprawował urząd w latach 878–907.